# László Lovász
László Lovász, född 9 mars 1948 i Budapest, är en ungersk-amerikansk matematiker.
Lovász tog 1970 kandidatexamen vid Ungerska vetenskapsakademin, därefter en första doktorsexamen (Dr.Rer.Nat) 1971 och en högre doktorsexamen (Dr.Math.Sci.) 1977, och hade Tibor Gallai som handledare. Han var forskningsassistent vid Eötvös Loránduniversitetet (ETLE) 1971-1975, docent vid József Attilauniversitetet 1975-1978, och professor i geometri där 1978-1982. Han var därefter professor i datalogi, först vid ETLE 1982-1993 och sedan vid Yale University 1993-2000. Han var seniorforskare vid Microsoft Research Center 1999-2006 och har därefter återvänt till Ungern som föreståndare för det matematiska institutet vid ETLE.
Han är en ledande forskare inom diskret matematik och är framför allt känd för forskning inom kombinatorik.
Lovász invaldes 2007 som utländsk ledamot av svenska Vetenskapsakademien. Han tilldelades Wolfpriset i matematik 1999, tillsammans med Elias M. Stein, fick samma år Knuthpriset och Abelpriset 2021.